# SK Rockaden, Stockholm
SK Rockaden, Stockholm är Sveriges största Schackklubb, grundad 1921 i Högalids församling på Södermalm i Stockholm. Klubben tillbringade större delen av sina första fyrtio år på Södermalm, men flyttade 1961 ut till den nybyggda och barnrika söderförorten Högdalen, där man inledde en omfattande juniorverksamhet. 1993 flyttade Rockaden till sin nuvarande klubblokal i Hägerstensåsens medborgarhus. SK Rockaden har för närvarande drygt 800 medlemmar.
Klubben arrangerar årliga schacktävlingar, såsom Rockaden-Blixten, Rockaden-Junioren, klubbmästerskapet Åsenträffen och Onsdagskampen.

## Framgångar
SK Rockaden har vunnit Elitserien i schack och dess föregångare Lag-SM inte mindre än 26 gånger: 1957–1959, 1980, 1982, 1984–1986, 1992–1998, 2001, 2004, 2005, 2008, 2009, 2014, 2016, 2021, 2023, 2024 och 2025. SK Rockaden har spelat i högsta divisionen sedan 1972 och har under den moderna Elitseriens 38 år, 1987/88-2024/25, erövrat medalj 35 ggr. 
Sedan 1980-talet har SK Rockaden representerats av bland andra stormästarna Ulf Andersson, Lars Karlsson, Erik Blomqvist, Jaan Ehlvest, Vasilij Ivanchuk, Eric Lobron, Peter Heine Nielsen, Viktorija Čmilytė, Jon Ludvig Hammer, Arturs Neiksans, Bartosz Socko, Johan Salomon och Jonas Buhl Bjerre samt de internationella mästarna Jonas Barkhagen, Robert Bator, Roland Ekström, Thomas Engqvist, Christer Hartman, Erik Hedman, Emil Hermansson, Patrik Lyrberg, Anders Olsson, Jung Min Seo, Mats Sjöberg, Hampus Sörensen, Edvin Trost, Richard Wessman och Michael Wiedenkeller.
SK Rockaden har representerat Sverige 18 gånger i Europamästerskapet för klubblag: 1980/81, 1983/84, 1985/86, 1993, 1994, 1995, 1996, 1997, 1998, 2000, 2001, 2005, 2008, 2014, 2016, 2022, 2023 samt 2024, med en semifinalplats 1986 och en kvartsfinalplats 1993 som bästa resultat. 
SK Rockaden har sedan början av 1980-talet varit landets mest framgångsrika ungdomsklubb. Klubben har vunnit Juniorallsvenskan (för spelare upp till 20 år) 17 gånger sedan starten 1987: 1990, 1992-1995, 1997-1998, 2005-2010, 2013, 2016, 2018 och 2022. Klubben har också vunnit Kadettallsvenskan (för spelare upp till 16 år) 20 gånger sedan starten 1987: 1987-1990, 1992, 1994-1998, 2000, 2003-2008, 2012-2013 och 2016.

## Juniorverksamhet
Klubbkvällarna är kärnan i klubbens verksamhet. En annan viktig del av klubbens verksamhet är den schackundervisning som bedrivs i ett flertal skolor i Stockholms södra förorter. Härfrån kommer många av de juniorer som börjar spela i klubbens ordinarie verksamhet. Klubben har en särskild satsning på schack för flickor, med bland annat särskilda träningsgrupper, men flickorna deltager även i den vanliga klubbverksamheten, lagmatcher och turneringar. I samband med större externa tävlingar som till exempel Schack-SM brukar klubben anordna resor och läger. SK Rockaden har medlemmar av många olika nationaliteter. 
Liksom de flesta aktiva svenska schackklubbar är SK Rockaden medlem i Sveriges Schackförbund.